# راب مایز
راب مایز (به انگلیسی: Rob Mayes) یک بازیگر، نوازنده و مدل آمریکایی است.

## زندگی اولیه
- راب مایز در به همراه مادرش «دینا»، در پپر پیک، اوهایو بزرگ شد[۲] و در سن ۵ سالگی به مدلینگ روی آورد.[۳]
- وی در سال ۲۰۰۳ از مدرسه خصوصی «یونیورسیتی» فارغ‌التحصیل شد و به دانشگاه «دولویچ» در لندن پیوست.
- با یک گروه آوازی به اروپا سفر کرد.
- رابرت تصمیم گرفت به دنبال شغلی نظامی رفته و در آکادمی نیروی دریایی آمریکا درس بخواند. او در به آکادمی نظامی ایالات متحده پذیرفته شد و همچنین برای تبدیل شدن به یگان ویژه نیروی دریایی برنامه‌ریزی کرد اما حدود ۱۸ ماه بعد، با توجه به احساسش "تبدیل شدن به چیزی که [او] نمی‌خواست نمی‌شود." آنجا را ترک کرد.
- پس از ترک ارتش، او تمرکز خود را بر نوشتن آهنگ گذاشت و یک آلبوم پاپ دارای هفت آهنگ به نام "نگاه اجمالی به حقیقت" را منتشر کرد.[۳]
- او ۱۰ سال از برادر کوچکترش «الکس» بزرگ‌تر می‌باشد.[۴]

## فیلم‌ها
- ۹۰۲۱۰ در نقش کالین بل (۳ قسمت)
- بازار آمریکایی در نقش جویی
- افسانه‌ها در نقش تروی بوکانان (۲ قسمت)[۵][۶]
- ثور: راگناروک در نقش مرد آزگاردی
- بحث کافیه در نقش نویسنده
- انتقام یک سرباز در نقش تراویس بریجز
- بهشت